# 新井和宏
新井 和宏（あらい かずひろ、1968年 - ）は、日本の実業家。鎌倉投信創業者・取締役。横浜国立大学経営学部非常勤講師。経済産業省「おもてなし経営企業選」選考委員（平成24、25年度）。特定非営利活動法人「いい会社をふやしましょう」理事。神奈川県横浜市出身。非営利株式会社eumo創業者・共同代表取締役。
2010年3月より運用を開始した投資信託「結い 2101」の運用責任者として活躍している。経済的な指標だけではなく社会性も重視する、投資先企業をすべて公開する等、従来の常識をくつがえす投資哲学で運用されている商品ながら、個人投資家1万6000人以上、純資産総額230億円超(2016年8月時点）となっている。2013年には格付投資情報センター（R&I）でも日本一を意味する最優秀ファンド賞（投資信託 国内株式部門）を獲得。

## 略歴
1988年、神奈川県立鶴見高等学校卒業。1992年、東京理科大学工学部経営工学科を卒業後、住友信託銀行（現：三井住友信託銀行）に入社。
2000年、バークレイズ・グローバル・インベスターズ（現：ブラックロック・ジャパン）に転職。企業年金・公的年金などを中心に、株式、為替、資産配分など、多岐にわたる運用業務に従事し、ファンドマネージャーとして数兆円を動かす実績を持つ。
2007年～2008年にかけて、大病を患ったことやリーマン・ショックをきっかけに、それまで10年近く信奉してきた金融工学、数式に則った投資、金融市場のあり方に疑問を持つようになる。2008年11月、志を同じくする仲間4人と、鎌倉投信株式会社を創業。
2010年、投資信託「結い 2101」の運用責任者。2018年9月13日、共感資本社会の実現を目指して株式会社eumoを設立した。
2012年、横浜国立大学経営学部非常勤講師（ - 2016年）。

## 単著
- 『投資は｢きれいごと｣で成功する 「あたたかい金融」で日本一をとった鎌倉投信の非常識な投資のルール』ダイヤモンド社、2015年4月。ISBN 978-4478064856。
- 『持続可能な資本主義』ディスカヴァー・トゥエンティワン、2017年3月。ISBN 978-4799320495。
- 『幸せな人は「お金」と「働く」を知っている』イースト・プレス、2017年7月。ISBN 978-4781615622。

## 出演メディア
- プロフェッショナル 仕事の流儀（NHK）[7]